# Vere Papa mortuus est

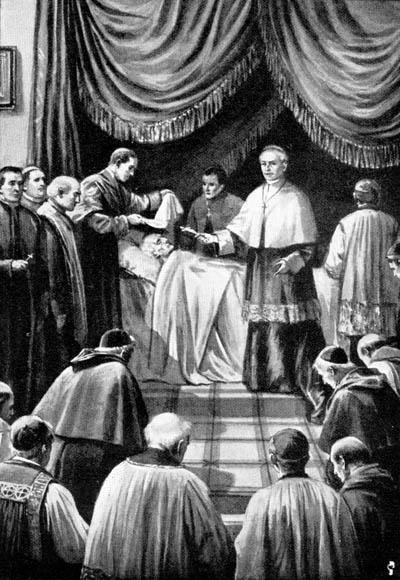
Illustrazione raffigurante il cardinale camerlengo nell'atto di certificare la morte del papa (1903)

Vere Papa mortuus est ("Il Papa è veramente morto") è la frase adoperata dal cardinale camerlengo per decretare la morte del papa regnante.

## Storia
La formula costituiva l'atto conclusivo del complesso cerimoniale, canonizzatosi tra XVIII e XIX secolo, che veniva posto in essere alla morte del papa. Esso rispondeva a esigenze di carattere pratico e spirituale: decretare al di là del ragionevole dubbio il decesso del pontefice in mancanza di standard medico-scientifici, inquadrando al tempo stesso questo evento terreno in un'ottica sacrale. Secondo la forma più nota del rituale, esso doveva svolgersi necessariamente nella camera del pontefice; il camerlengo doveva chiamarlo per tre volte col nome secolare al vocativo, domandandogli "Tu dormis?" oppure "Tu vivis?" ("Dormi?" o "Sei vivo?" in latino); al tempo stesso ne percuoteva lievemente la fronte con un martelletto. Se il papa non rispondeva né manifestava alcuna reazione fisica, il camerlengo ne copriva il volto con un velo, poi si rivolgeva ai presenti e pronunciava la frase Vere Papa mortuus est, decretando ufficialmente l'avvenuto decesso e, incidentalmente, l'inizio della sede vacante.
Pur riportato da molti teologi, data la sua natura solenne questo rituale non è comprovato da alcun documento, né è mai stato normato dal diritto canonico; la tradizione della procedura è dunque soggetta a significative varianti. Forti dubbi sussistono per esempio sull'utilizzo del martelletto: quelli che vengono mostrati a riprova di questa pratica erano in realtà adoperati per cassare l'anello piscatorio. Sembra decisamente più probabile che il camerlengo provvedesse ad auscultare il cuore del pontefice, o che verificasse la presenza del respiro avvicinando alla bocca del papa un fiammifero o una candela accesa: quest'ultima pratica avrebbe peraltro un forte valore simbolico, poiché analoga a quella del Sic Transit, con la quale il pontificato iniziava.
Il rituale cadde in disuso all'indomani dell'annessione dello Stato Pontificio al Regno d'Italia. Si ritiene che l'ultimo camerlengo a compiere il rituale nella sua interezza sia stato Gioacchino Pecci (futuro papa Leone XIII) sulla salma di papa Pio IX. La costituzione apostolica Universi Dominici Gregis del 1996 abbandona del tutto la ritualità dell'evento, decretando che il camerlengo abbia il compito di accertare la morte del pontefice senza specificare in che modo, e che ne copra il volto con un velo, provvedendo infine a sigillare gli appartamenti papali: questo atto pone ufficialmente termine al pontificato. Nel 2022 Papa Francesco ha inoltre disposto che la constatazione della morte avvenga non nella camera del defunto, ma nella sua cappella privata. Gli annunci della morte di Giovanni Paolo II e Papa Francesco, preceduti dall'esame scientifico da parte di un medico, sono stati dati in forma di comunicato ufficiale da parte del direttore della Sala stampa della Santa Sede.
La frase Vere Papa Mortuus Est compare comunque nell'intestazione del certificato di morte del pontefice redatto dalla Cancelleria Apostolica in lingua latina in seguito all'annuncio dell'avvenuto decesso da parte del camerlengo: la pubblicazione di tale atto costituisce in effetti l'inizio del periodo di sede vacante.

## Nella cultura di massa
Nel film Rapito viene mostrata la scena in cui il camerlengo Pecci pronuncia la frase in seguito alla morte di Pio IX.